# Equació de Hicks
En dinàmica de fluids, l'equació de Hicks (de vegades també anomenada equació de Bragg-Hawthorne o equació de Squire-Long) és una equació diferencial parcial que descriu la distribució de la funció de corrent per al fluid no viscòs simètric a l'eix, que rep el nom de William Mitchinson Hicks, qui va ser el primer en derivar-la el 1898. L'equació també va ser derivada per Stephen Bragg i William Hawthorne el 1950, per Robert R. Long el 1953, i per Herbert Squire el 1956. L'equació de Hicks sense remolí va ser introduïda per primera vegada per George Gabriel Stokes el 1842. L'equació de Grad-Shafranov que apareix a la física del plasma també adopta la mateixa forma que l'equació de Hicks.
Representant {\displaystyle (r,\theta ,z)} com a coordenades en el sentit del sistema de coordenades cilíndriques amb els components de velocitat de flux corresponents denotats per {\displaystyle (v_{r},v_{\theta },v_{z})}, la funció de corrent {\displaystyle \psi } que defineix el moviment meridional es pot definir com
{\displaystyle rv_{r}=-{\frac {\partial \psi }{\partial z}},\quad rv_{z}={\frac {\partial \psi }{\partial r}}}
que satisfà automàticament l'equació de continuïtat dels fluxos simètrics a l'eix. L'equació de Hicks ve donada per
{\displaystyle {\frac {\partial ^{2}\psi }{\partial r^{2}}}-{\frac {1}{r}}{\frac {\partial \psi }{\partial r}}+{\frac {\partial ^{2}\psi }{\partial z^{2}}}=r^{2}{\frac {\mathrm {d} H}{\mathrm {d} \psi }}-\Gamma {\frac {\mathrm {d} \Gamma }{\mathrm {d} \psi }}}
on
{\displaystyle H(\psi )={\frac {p}{\rho }}+{\frac {1}{2}}(v_{r}^{2}+v_{\theta }^{2}+v_{z}^{2}),\quad \Gamma (\psi )=rv_{\theta }}
on {\displaystyle H(\psi )} és el cap total i {\displaystyle 2\pi \Gamma } és la circulació, conservant-se ambdues al llarg de les línies del corrent. Aquí, {\displaystyle p} és la pressió i {\displaystyle \rho } és la densitat del fluid. Les funcions {\displaystyle H(\psi )} i {\displaystyle \Gamma (\psi )} són funcions conegudes, generalment prescrites en un dels límits.

## Derivació
Considerem el flux de l'eix simètric en el sistema de coordenades cilíndriques {\displaystyle (r,\theta ,z)} amb components de velocitat {\displaystyle (v_{r},v_{\theta },v_{z})} i els components de vorticitat {\displaystyle (\omega _{r},\omega _{\theta },\omega _{z})}. A partir de {\displaystyle \partial /\partial \theta =0} en els fluxos simètrics a l'eix, els components de la vorticitat són 
{\displaystyle \omega _{r}=-{\frac {\partial v_{\theta }}{\partial z}},\quad \omega _{\theta }={\frac {\partial v_{r}}{\partial z}}-{\frac {\partial v_{z}}{\partial r}},\quad \omega _{z}={\frac {1}{r}}{\frac {\partial (rv_{\theta })}{\partial r}}}.
L'equació de continuïtat permet definir una funció de flux {\displaystyle \psi (r,z)} de tal manera que
{\displaystyle v_{r}=-{\frac {1}{r}}{\frac {\partial \psi }{\partial z}},\quad v_{z}={\frac {1}{r}}{\frac {\partial \psi }{\partial r}}}
(Tingueu en compte que els components de la vorticitat {\displaystyle \omega _{r}} i {\displaystyle \omega _{z}} estan relacionats amb {\displaystyle rv_{\theta }} exactament de la mateixa manera que {\displaystyle v_{r}} i {\displaystyle v_{z}} estan relacionats amb {\displaystyle \psi }). Per tant, es converteix en el component azimutal de la vorticitat
{\displaystyle \omega _{\theta }=-{\frac {1}{r}}\left({\frac {\partial ^{2}\psi }{\partial r^{2}}}-{\frac {1}{r}}{\frac {\partial \psi }{\partial r}}+{\frac {\partial ^{2}\psi }{\partial z^{2}}}\right).}
Les equacions del momentum no viscòs {\displaystyle \partial {\boldsymbol {v}}/\partial t-{\boldsymbol {v}}\times {\boldsymbol {\omega }}=-\nabla H}, on {\displaystyle H={\frac {1}{2}}(v_{r}^{2}+v_{\theta }^{2}+v_{z}^{2})+{\frac {p}{\rho }}} és la constant de Bernoulli, {\displaystyle p} és la pressió del fluid i {\displaystyle \rho } és la densitat del fluid, quan s'escriu per al camp de flux simètric a l'eix, es converteix en
{\displaystyle {\begin{aligned}v_{\theta }\omega _{z}-v_{z}\omega _{\theta }-{\frac {\partial v_{r}}{\partial t}}&={\frac {\partial H}{\partial r}},\\v_{z}\omega _{r}-v_{r}\omega _{z}-{\frac {\partial v_{\theta }}{\partial t}}&=0,\\v_{r}\omega _{\theta }-v_{\theta }\omega _{r}-{\frac {\partial v_{z}}{\partial t}}&={\frac {\partial H}{\partial z}}\end{aligned}}}
en què la segona equació també es pot escriure com {\displaystyle D(rv_{\theta })/Dt=0}, on {\displaystyle D/Dt} és la derivada material. Això implica que la circulació {\displaystyle 2\pi rv_{\theta }}, que arrodoneix una corba de material en forma de cercle centrat en l'eix {\displaystyle z}, és constant.
Si el moviment del fluid és constant, la partícula del fluid es mou al llarg d’una corrent lineal, és a dir, es mou en la superfície donada per {\displaystyle \psi =}constant. Es dedueix, doncs, que {\displaystyle H=H(\psi )} i {\displaystyle \Gamma =\Gamma (\psi )}, on {\displaystyle \Gamma =rv_{\theta }}. Per tant, el component radial i azimutal de la vorticitat són
{\displaystyle \omega _{r}=v_{r}{\frac {\mathrm {d} \Gamma }{\mathrm {d} \psi }},\quad \omega _{z}=v_{z}{\frac {\mathrm {d} \Gamma }{\mathrm {d} \psi }}}.
Els components de {\displaystyle {\boldsymbol {v}}} i {\displaystyle {\boldsymbol {\omega }}} són localment paral·lels. Les expressions anteriors es poden substituir en les equacions de momentum radial o axial (després d’eliminar el terme derivat del temps) per a resoldre {\displaystyle \omega _{\theta }}. Per exemple, substituint l'expressió anterior per {\displaystyle \omega _{r}} a l'equació del momentum axial condueix a
{\displaystyle {\begin{aligned}{\frac {\omega _{\theta }}{r}}&={\frac {v_{\theta }\omega _{r}}{rv_{r}}}+{\frac {1}{rv_{r}}}{\frac {\mathrm {d} H}{\mathrm {d} \psi }}{\frac {\partial \psi }{\partial x}}\\&={\frac {\Gamma }{r^{2}}}{\frac {\mathrm {d} \Gamma }{\mathrm {d} \psi }}-{\frac {\mathrm {d} H}{\mathrm {d} \psi }}.\end{aligned}}}
Però {\displaystyle \omega _{\theta }} es pot expressar en termes de {\displaystyle \psi } tal com es mostra al començament d’aquesta derivació. Quan {\displaystyle \omega _{\theta }} s'expressa en termes de {\displaystyle \psi }, obtenim
{\displaystyle {\frac {\partial ^{2}\psi }{\partial r^{2}}}-{\frac {1}{r}}{\frac {\partial \psi }{\partial r}}+{\frac {\partial ^{2}\psi }{\partial z^{2}}}=r^{2}{\frac {\mathrm {d} H}{\mathrm {d} \psi }}-\Gamma {\frac {\mathrm {d} \Gamma }{\mathrm {d} \psi }}.}
Això completa la derivació necessària.